# Artikel 50 des Vertrags über die Europäische Union
Der Artikel 50 des Vertrags über die Europäische Union regelt den Austritt eines Mitgliedsstaats aus der Europäischen Union.

## Wortlaut der Bestimmung
„(1) Jeder Mitgliedstaat kann im Einklang mit seinen verfassungsrechtlichen Vorschriften beschließen, aus der Union auszutreten.
(2) Ein Mitgliedstaat, der auszutreten beschließt, teilt dem Europäischen Rat seine Absicht mit. Auf der Grundlage der Leitlinien des Europäischen Rates handelt die Union mit diesem Staat ein Abkommen über die Einzelheiten des Austritts aus und schließt das Abkommen, wobei der Rahmen für die künftigen Beziehungen dieses Staates zur Union berücksichtigt wird. Das Abkommen wird nach Artikel 218 Absatz 3 des Vertrags über die Arbeitsweise der Europäischen Union ausgehandelt. Es wird vom Rat im Namen der Union geschlossen; der Rat beschließt mit qualifizierter Mehrheit nach Zustimmung des Europäischen Parlaments.
(3) Die Verträge finden auf den betroffenen Staat ab dem Tag des Inkrafttretens des Austrittsabkommens oder andernfalls zwei Jahre nach der in Absatz 2 genannten Mitteilung keine Anwendung mehr, es sei denn, der Europäische Rat beschließt im Einvernehmen mit dem betroffenen Mitgliedstaat einstimmig, diese Frist zu verlängern.
(4) Für die Zwecke der Absätze 2 und 3 nimmt das Mitglied des Europäischen Rates und des Rates, das den austretenden Mitgliedstaat vertritt, weder an den diesen Mitgliedstaat betreffenden Beratungen noch an der entsprechenden Beschlussfassung des Europäischen Rates oder des Rates teil. Die qualifizierte Mehrheit bestimmt sich nach Artikel 238 Absatz 3 Buchstabe b des Vertrags über die Arbeitsweise der Europäischen Union.
(5) Ein Staat, der aus der Union ausgetreten ist und erneut Mitglied werden möchte, muss dies nach dem Verfahren des Artikels 49 beantragen.“

## Anwendungsfälle
Nach dem Referendum im Vereinigten Königreich 2016 über den sogenannten Brexit hat die britische Regierung ihre Austrittsabsicht dem Europäischen Rat am 29. März 2017 mitgeteilt. Hierbei handelt es sich um einen Präzedenzfall, da zuvor noch kein Mitgliedsstaat aus der EU ausgetreten ist.

## Auslegung
Die EU-Verträge regeln nicht ausdrücklich, ob und unter welchen Umständen die Absichtserklärung eines Mitgliedsstaates zum Austritt zurückgenommen werden kann. Während des Brexit-Verfahrens entschied der Europäische Gerichtshof am 10. Dezember 2018 (Az. C-621/18), wie Artikel 50 diesbezüglich auszulegen sei. Ein Mitgliedstaat kann seine Absichtserklärung zum Austritt so lange einseitig zurückziehen, solange ein mit der Union geschlossener Austrittsvertrag nicht in Kraft getreten ist oder, sofern kein Austrittsvertrag geschlossen wurde, solange die Frist gemäß Absatz 3 nicht abgelaufen ist. Der Widerruf erfolgt durch eine unmissverständliche, vorbehaltlose, schriftliche Mitteilung an den Europäischen Rat, nachdem der betreffende Mitgliedstaat den Widerrufsbeschluss im Einklang mit seinen verfassungsrechtlichen Vorschriften gefasst hat. Mit dem Widerruf bestätigt der Mitgliedstaat seine Mitgliedschaft zu unveränderten Bedingungen und beendet das Austrittsverfahren.